# すき家 (企業)

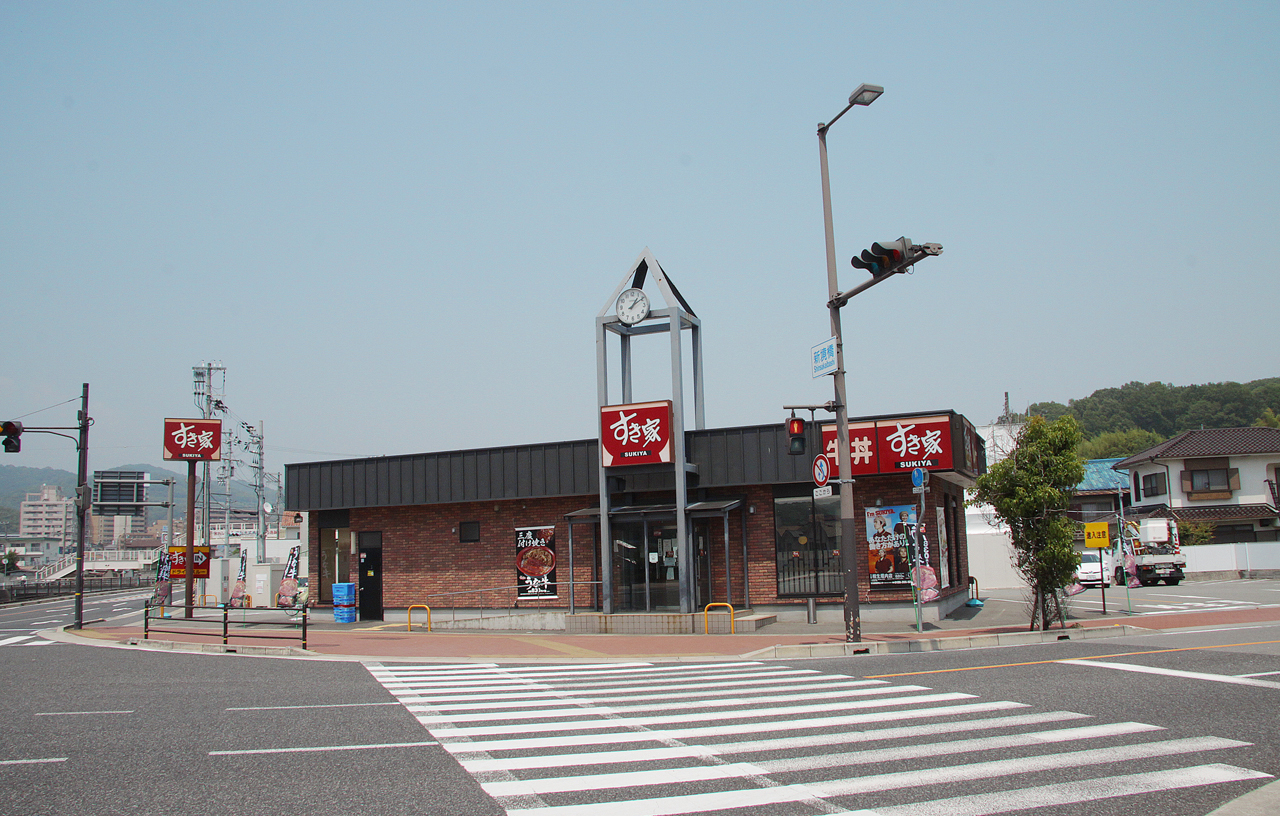
店舗例（兵庫県 相生垣内店）

株式会社すき家（すきや、英: SUKIYA CO., LTD.）は、「すき家」の屋号で牛丼チェーン店を運営する企業。ゼンショーホールディングスの完全子会社。
2020年3月30日までの商号は株式会社すき家本部で、地域子会社を統括する中間持株会社であった。

## 概要
「すき家」事業はゼンショーホールディングスの創業者である小川賢太郎が、1982年7月に開店した弁当店「ランチボックス生麦店」をルーツとして、同年11月に1号店をオープンさせたものであり、いわばゼンショーグループの“原点”とも言える事業であるが、2011年の持株会社化に伴いゼンショー（初代、現：ゼンショーホールディングス）から事業子会社として設立されたゼンショー（2代目）を、2014年に「すき家」事業に特化させるために商号変更した会社が「すき家本部」である。なお、「すき家」事業以外の事業については、新たにゼンショーホールディングスの子会社として設立されたエイ・ダイニングに事業譲渡している。
現在「すき家」は全店舗が株式会社すき家の直営であり、フランチャイズは一切ない。
店舗ごとの連絡先は非公開で、レシートに書かれている電話番号は本社お客様相談室のもののみである。従業員募集の求人応募も集中受付センターのみ。
なお、マレーシアにおいて、「すき屋」の名称ですき焼き・しゃぶしゃぶ店を展開しているクリエイトリーズ・コンサルタンシーとは無関係である。

## 沿革
- 1982年
  - 11月 - すき家ビルイン1号店を神奈川県横浜市に開店（「すき家」事業の創業）
- 2011年
  - 5月27日 - 株式会社ゼンショー分割準備会社として設立[4]。
  - 10月1日 - 株式会社ゼンショー（初代）が持株会社化し株式会社ゼンショーホールディングスに商号変更。当社が株式会社ゼンショー（2代目）に商号変更し、吸収分割によりゼンショーホールディングスから店舗運営事業を譲受し、事業子会社として本格的な業務を開始。
- 2013年
  - 10月10日 - ホームページ上にすき家公式通販サイト e-shop!（イーショップ）を開設。
- 2014年
  - 6月1日 - 地域運営会社7社[注釈 1]を設立し、店舗運営を分社化。1社約300店舗を統括し、地域密着型の運営を行う。
  - 10月1日 - 株式会社すき家本部へ商号変更。「すき家」事業へ特化し、他事業は、当社から会社分割で設立された株式会社エイ・ダイニングが承継。
- 2017年
  - 4月 - 株式会社東京すき家の「すき家」事業の一部を株式会社神奈川すき家へ吸収分割により承継[5]。
  - 7月 - 株式会社中部すき家の「すき家」事業の一部を株式会社中京すき家へ吸収分割により承継。
- 2020年
  - 3月31日 - 株式会社すき家本部が地域子会社9社を吸収合併し、商号を株式会社すき家に変更。

## 過去のグループ会社
ゼンショー（2代目）時代の2014年6月より、事業を地域運営会社7社に承継。1社約300店舗を統括し、地域密着型の運営を行っていたが、2020年3月31日をもってすき家本部に吸収合併された。各社の採用関係はすき家本部が担当窓口になっていた。
- 株式会社北日本すき家
- 株式会社関東すき家
- 株式会社東京すき家
- 株式会社神奈川すき家
- 株式会社中部すき家
- 株式会社中京すき家
- 株式会社関西すき家
- 株式会社中四国すき家
- 株式会社九州すき家

## 店内放送
すき家の店内ではすき家RADIOと呼ばれるラジオ番組風のプログラムが放送されている。主にMCの高森浩二がリスナーからのメッセージを読んだり、リクエスト曲が流れる。毎時05分/35分より2回On Airされる。